# Charles Reginald Schirm

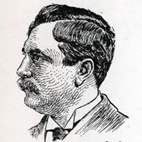
Charles Reginald Schirm

Charles Reginald Schirm (* 12. August 1864 in Baltimore, Maryland; † 2. November 1918 ebenda) war ein US-amerikanischer Politiker. Zwischen 1901 und 1903 vertrat er den Bundesstaat Maryland im US-Repräsentantenhaus.

## Werdegang
Charles Schirm besuchte die öffentlichen Schulen in seiner Heimat. Nach einer abgebrochenen Lehre in der Eisenverarbeitung studierte er am Washington und Jefferson College in Pennsylvania. Danach war er an verschiedenen Schulen in Pennsylvania und Maryland als Lehrer beschäftigt. Nach einem Jurastudium und seiner 1896 erfolgten Zulassung als Rechtsanwalt begann er im Baltimore County in diesem Beruf zu arbeiten. Gleichzeitig schlug er als Mitglied der Republikanischen Partei eine politische Laufbahn ein. Zwischen 1898 und 1900 saß er im Abgeordnetenhaus von Maryland. In den Jahren 1899 und 1900 war Schirm auch Berater des Polizeiausschusses der Stadt Baltimore.
Bei den Kongresswahlen des Jahres 1900 wurde Schirm im vierten Wahlbezirk von Maryland in das US-Repräsentantenhaus in Washington, D.C. gewählt, wo er am 4. März 1901 die Nachfolge von James William Denny antrat. Da er bei den Wahlen des Jahres 1902 gegen Denny verlor, konnte er bis zum 3. März 1903 nur eine Legislaturperiode im Kongress absolvieren.
Nach dem Ende seiner Zeit im US-Repräsentantenhaus praktizierte Schirm wieder als Anwalt. Im August 1912 nahm er als Delegierter an der Bull Moose National Convention teil, dem Parteitag der Progressive Party, auf dem der frühere Präsident Theodore Roosevelt als Präsidentschaftskandidat nominiert wurde und dadurch die Republikanische Partei spaltete. Charles Schirm starb am 2. November 1918 in Baltimore, wo er auch beigesetzt wurde.